# تئاتر آمانسون
تئاتر آمانسون (به انگلیسی: Ahmanson Theatre) یکی از چهار سالن مرکز موسیقی لس آنجلس است.
این سالن که در سال ۱۹۶۷ تأسیس شده دارای ۲٬۰۸۴ نفر ظرفیت می‌باشد.